# Taczów
Taczów (także Taczew) – wieś w Polsce położona w województwie mazowieckim, w powiecie radomskim, w gminie Zakrzew. 
W skład sołectwa wchodzą Taczów i Wola Taczowska. W 2023 sołectwo liczyło 524 mieszkańców.
| SIMC    | Nazwa    | Rodzaj    |
| ------- | -------- | --------- |
| 0642632 | Taczówek | część wsi |

Z Taczowa pochodzili: Mikołaj Powała (słynny rycerz, biorący udział w Bitwie pod Grunwaldem), Franciszek Ksawery Brzozowski (1856-1931, sędzia).
Prywatna wieś szlachecka, położona była w drugiej połowie XVI wieku w powiecie radomskim województwa sandomierskiego. W latach 1975–1998 miejscowość administracyjnie należała do województwa radomskiego.
Wierni Kościoła rzymskokatolickiego należą do parafii NMP Nieustającej Pomocy w Dąbrówce Nagórnej.